# Vitvingad gräsfågel
Vitvingad gräsfågel (Bradypterus carpalis) är en fågel i familjen gräsfåglar inom ordningen tättingar. Den förekommer i papyrusträsk i Centralafrika. Arten tros minska i antal, men beståndet anses vara livskraftigt.

## Utseende och läte
Vitvingad gräsfågel är en mörk sångare med lång näbb och lång stjärt. På undersidan syns kraftiga streck och fläckar, medan skuldran uppvisar en liten vit teckning som gett arten dess namn. Sången inleds långsamt med tvekande toner, men snabbas upp och avslutas med en drill alstrat av att den slår ihop vingarna mycket snabbt.

## Utbredning och systematik
Fågeln förekommer i papyrusträsk i låglänta områden i nordöstra Demokratiska republiken Kongo, Uganda och Rwanda. Den behandlas som monotypisk, det vill säga att den inte delas in i några underarter.

### Familjetillhörighet
Gräsfåglarna behandlades tidigare som en del av den stora familjen sångare (Sylviidae). Genetiska studier har dock visat att sångarna inte är varandras närmaste släktingar. Istället är de en del av en klad som även omfattar timalior, lärkor, bulbyler, stjärtmesar och svalor. Idag delas därför Sylviidae upp i ett flertal familjer, däribland Locustellidae.

## Levnadssätt
Vitvingad gräsfågel hittas i papyrusträsk. Liksom många andra arter i familjen är den skygg och mycket svår att få syn på, varför den oftast upptäcks genom lätet.

## Status och hot
Arten har ett stort utbredningsområde, men tros minska i antal, dock inte tillräckligt kraftigt för att den ska betraktas som hotad. Internationella naturvårdsunionen IUCN listar arten som livskraftig (LC).